# اسنوپی، بیا خونه
اسنوپی، بیا خونه (انگلیسی: Snoopy, Come Home)یک فیلم پویانمایی کمدی کودکان محصول سال ۱۹۷۲ میلادی ساخت آمریکا است. این کارتون به موضوع حقوق جانوران اشاره کرده‌است. شخصیت اصلی این کارتون موزیکال یک سگ است.